# Sangalopsis orbitula
Sangalopsis orbitula là một loài bướm đêm trong họ Geometridae.